# Mycena inclinata
Mycena inclinata - вид грибів родини Міценові.

## Опис
Сумнівно їстівний гриб має червонувато-коричневий дзвоникоподібний капелюшок до 4,5 см (1,8 дюйм) в діаметрі. Тонка ніжка до 9 см (3,5 дюйм) заввишки, білувато-жовто-коричнева на вершині, але поступово стає червонувато-коричнева біля основи в зрілості, де вони вкриті жовтуватим міцелієм, який може досягати третини довжини стебла. Пластини від блідо-коричневого до рожевого кольору, відбиток спор білий. 

## Поширення

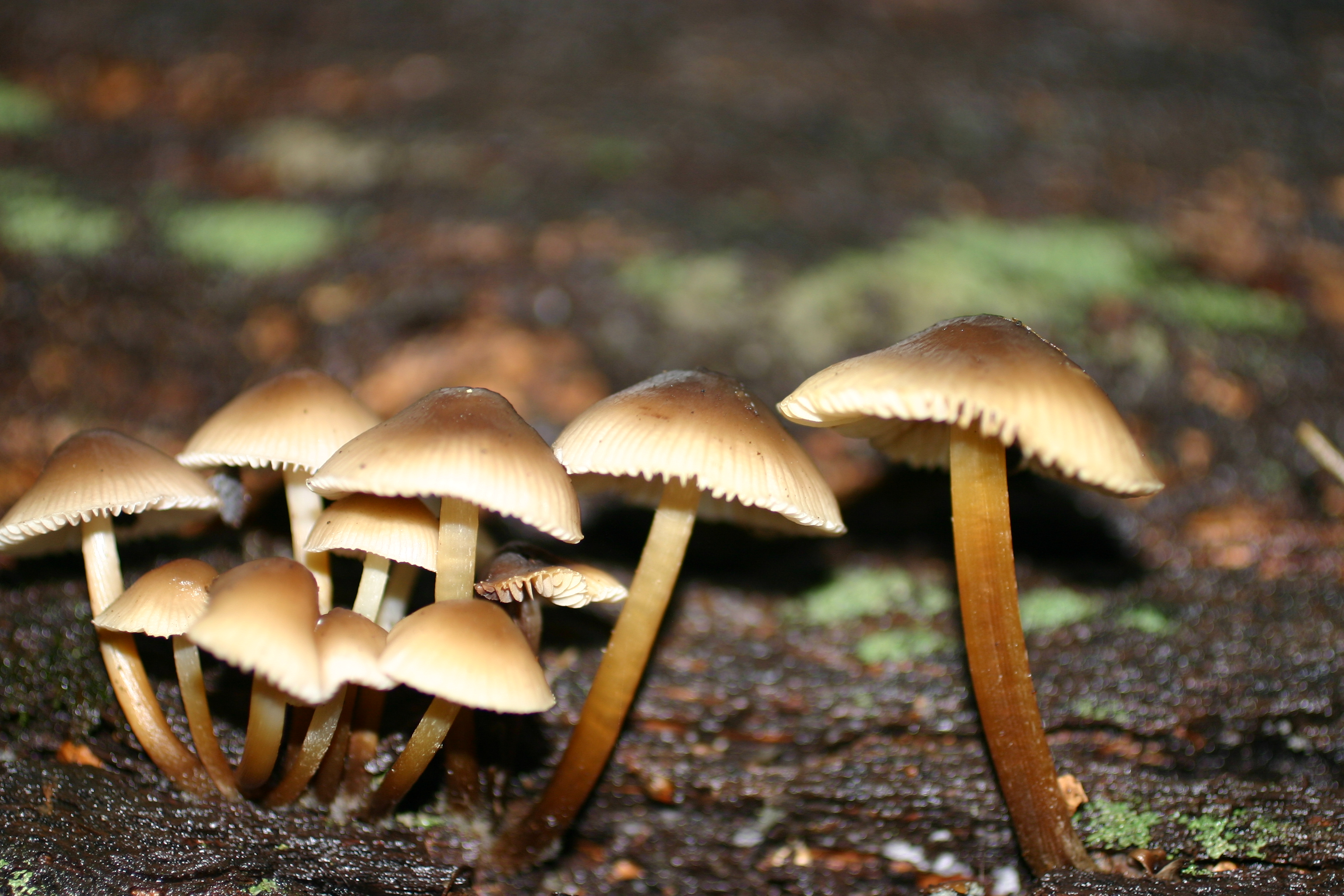
Стебла поступово стають темно-коричневими біля основи.

Це широко поширений сапробний гриб, який зустрічається в Європі, Північній Африці, Азії, Австралазії та Північній Америці, де він росте невеликими групами або пучками на повалених колодах і пнях, особливо дубових. 
Британський міколог Е. Дж. Корнер описав два різновиди гриба з Борнео. Схожі види, з якими M. inclinata можна плутати, включаючи M. galericulata і M. maculata.